# Mikołajek w szkole PRL
Mikołajek w szkole PRL – książka nawiązująca do znanej serii francuskich przygód Mikołajka napisana w 1986 przez Marynę Miklaszewską, ukrytą pod pseudonimem Miłosz Kowalski. 
Zachowuje ona pozory książki dla dzieci, jednak wyzierająca spomiędzy dziecinnej narracji zabawna w swej ponurej absurdalności rzeczywistość społeczna późnego Jaruzelskiego zdecydowanie bardziej przemawia do dorosłych czytelników. Zawierając treści zakazane przez peerelowską cenzurę wydana została przez podziemne wydawnictwo Rytm. Do dziś „Mikołajek w szkole PRL” doczekał się 7 wydań, w tym 2 oficjalnych w III RP.  Autorem ilustracji do tej książki był 10-letni wówczas syn autorki, Mikołaj Chylak, podpisany dla bezpieczeństwa jako Masław. To także jego relacje ze szkoły stanowiły kanwę fabuły stworzonej przez Marynę Miklaszewską. 
Bohaterowie tej książeczki wystąpili na plakacie „Głosuj na Solidarność” użytym w pierwszych wolnych wyborach w 1989 roku. Plakat stworzony został na zamówienie Komitetu Obywatelskiego „Solidarność” przez 14-letniego wówczas Masława i był drukowany w drugim obiegu.

## Spis wydań
- Warszawa: Rytm, 1986 (pod pseudonimem Miłosz Kowalski).
- Londyn: Aneks, 1987, ISBN 0-906601-44-4.
- Gdańsk: Suplement 2, 1987 (pod pseudonimem Miłosz Kowalski).
- Łódź: Wydawnictwo Społeczne „Fakt”, 1989 (pod pseudonimem Miłosz Kowalski)[1].
- Gliwice: Wokół Nas, 1989.
- Warszawa: Tenten, 1991, ISBN 83-85477-08-X.
- Warszawa: Tenten, 1995, ISBN 978-83-85477-08-2.